# Nationale Union (Israel)

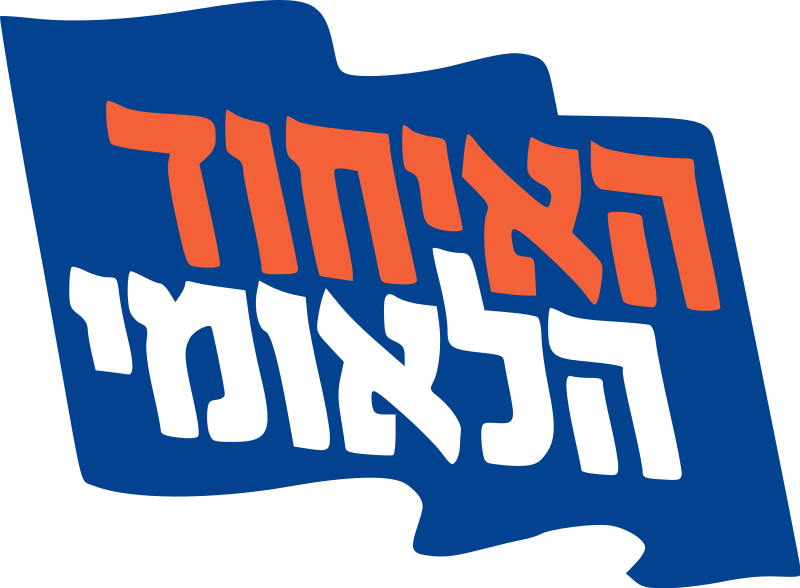
Parteilogo

Die Nationale Union (hebräisch הָאִחוּד הַלְּאמִּי HaʾIchūd haLəʾummī, Plene: האיחוד …) war eine Listenvereinigung und Fraktionsgemeinschaft nationalistischer Parteien in Israel, die zwischen 1999 und 2013 bestand. Im Jahr 2013 wurde die Nationale Union als Bündnis aufgelöst. Die zwei Parteien Moledet und Tkuma schlossen sich zur Partei Nationale Union – Tkuma zusammen. Die anderen beiden Parteien HaTikwa und Chasit Jehudit Leʾummit schlossen sich zu der Partei Otzma LeJisraʾel zusammen.

## Entwicklung
Die Organisation besteht seit 1999 als gemeinsame Liste der drei radikal-nationalistischen Parteien Moledet, Cherut haChadascha und Tkuma. 2000 verließ Cherut haChadascha die Union, während die nationalistisch-rechtspopulistische Einwandererpartei Jisra’el Beitenu der Nationalen Union beitrat.
Bei der Knesset-Wahl 1999 erhielt die Nationale Union vier von 120 Mandaten, 2003 waren es sieben. Nach der Wahl Ariel Scharons zum Ministerpräsidenten erhielten Avigdor Lieberman und Parteichef Rechavʿam Seʾevi, das Ministerium für Infrastruktur und Tourismus. Nachdem dieser am 17. Oktober 2001 Opfer eines Anschlags der Volksfront zur Befreiung Palästinas wurde, verließ die Organisation die Regierung. 2005 protestierte die Nationale Union gegen die Politik Scharons, der jüdische Siedlungen im Gazastreifen entfernen ließ.
Zur Knessetwahl 2006 trat Jisraʾel Beitenu dann wieder eigenständig an, erreichte elf Mandate und landete damit auf Platz 5, nur knapp hinter Likud. Avigdor Lieberman hatte vor der Wahl mit rassistischen Ansichten über eine Abschiebung von Arabern mit israelischer Staatsangehörigkeit polemisiert. Die Nationale Union unter Spitzenkandidat Benjamin Elon erreichte zusammen mit der Nationalreligiösen Partei 7,1 % der Stimmen und neun Parlamentssitze.
Für die Knessetwahl 2009 vereinigte sich die Nationale Union mit den Nationalreligiösen zur Partei HaBajit haJehudi (Jüdische Heimat). Einige ihrer Mitglieder, vor allem aus den Parteien Moledet und Tkuma, verweigerten sich aber dem Zusammenschluss und traten zusammen mit der säkular-nationalistischen Partei Hatikva und der religiösen Partei Eretz Jisraʾel Schelanu sowie der national-religiösen Chasit Jehudit Leʾummit (Jüdische Nationale Front) unter dem Namen „Nationale Union“ mit dem Spitzenkandidaten Jaʿakov Katz zur Wahl an. Diese Partei erhielt noch 3,3 % der Stimmen und vier Parlamentssitze.
Zur Knessetwahl 2013 bildeten Moledet und Tkuma eine gemeinsame Liste mit HaBajit haJehudi unter Naftali Bennett, die 9,1 % der Stimmen und 12 Parlamentssitze erreichte. Moledet und Tkuma fusionierten schließlich zu einer Partei, die den Namen Nationale Union – Tkuma annahm. Der Vorsitzende von Eretz Jisraʾel Schelanu Shalom Dov Wolpo drückte im Vorfeld der Wahl 2013 seine Unterstützung für die Partei HaBajit haJehudi aus. Die anderen beiden Parteien der Nationalen Union – Hatikva und Chasit Jehudit Leʾummit – gründeten die ultranationalistische Partei Otzma LeJisraʾel („Stärke für Israel“), die die 2%-Hürde für den Einzug in die Knesset verfehlte. Damit hatte sich die Nationale Union 2013 de facto aufgelöst.

## Weltanschauung und Programm
Die Nationale Union vertrat eine Politik, die sich Glaubensinhalte des Judentums zur Rechtfertigung von Besitzansprüchen auf die Region Palästina bedient. In ihrem Grundsatzprogramm bezeichnete sie Israel als „[…] Heimatland des jüdischen Volkes, gestützt durch die Thora und unser geschichtliches Erbe“. Sie fordert weiter eine „[…] Verstärkung und Ausweitung von Siedlungen im ganzen Land“. Wirtschaftspolitisch strebt die Organisation eine Verminderung der ökonomischen Abhängigkeit von den Vereinigten Staaten von Amerika, eine Ausweitung des Fremdenverkehrs und eine stärkere Unterstützung kleiner und mittelständischer Unternehmen an.

## Beteiligte Parteien
- 1999–2003: Moledet, Tkuma und Cherut – HaTnuʿa haLeʾummit
- 2003–2006: Moledet, Tkuma und Jisraʾel Beitenu
- 2006–2009: Moledet, Tkuma und Achi
- 2009–2013: Moledet, Tkuma, HaTikwa, Eretz Jisraʾel Schelanu und Chasit Jehudit Leʾummit

## Knesset Mitglieder
| Wahlperiode | Mitglieder |
| ----------- | --- |
| 1999–2003   | Benjamin Elon, Michael Kleiner, Chanan Porat (ersetzt durch Zvi Hendel), Rechavʿam Seʾevi                                                         |
| 2003–2006   | Uri Ariel, Arieh Eldad, Benjamin Elon, Zvi Hendel, Avigdor Lieberman (ersetzt durch Eliʿezer Cohen), Michael Nudelman, Yuri Stern, Jigʾal Jasinov |
| 2006–2009   | Uri Ariel, Effi Eitam, Arieh Eldad, Benjamin Elon, Zvi Hendel, Jitzchak Levy                                                                      |
| 2009–2013   | Uri Ariel, Michael Ben-Ari, Arieh Eldad, Jaʿakov Katz                                                                                             |